# Ga Songsan
Ga Songsan (tiếng Hàn: 송산역; Hanja: 松山驛) là một ga của Tuyến U ở Yonghyeon-dong, Uijeongbu, Gyeonggi-do, Hàn Quốc.

## Bố trí ga
| Eoryong ↑ |
| \| １     |
| ↓ Tapseok |

| １ | ← ●Tuyến Uijeongbu Hướng đi Balgok                                                   |
| ２ | → ●Tuyến Uijeongbu Hướng đi Sân ga tạm thời tại Depot đường sắt hạng nhẹ Uijeongbu → |

## Liên kết
- (tiếng Hàn) Thông tin ga Lưu trữ ngày 29 tháng 11 năm 2014 tại Wayback Machine từ Uijeongbu LRT Co. LTD.